# Krzyż Zasługi Wojskowej (Meklemburgia)
Krzyż Zasługi Wojskowej  (niem. Militärverdienstkreuz), wł. Krzyż Zasługi Wojskowej za Odznaczenie się Podczas Wojny (Militärverdienstkreuz für Auszeichnung im Kriege) – wojskowe odznaczenie Wielkiego Księstwa Meklemburgii-Schwerinu, ustanowione przez Fryderyka Franciszka II i przyznawane, niezależnie od statusu i rangi odznaczanego, za zasługi typowo wojenne w latach 1848-1918.
Krzyż nadawany był w dwóch klasach (stopniach); w I klasie bez wstążki, w II klasie na wstążce Orderu Korony Wendyjskiej – jasnoniebieskiej z czerwono-złotymi paskami wzdłuż krawędzi. Dla osób nie biorących bezpośredniego udziału w walce wstążka była czerwona ze złoto-niebieskimi krawędziami, którą w wersji dla kobiet wiązano w kokardę.
Kształt krzyża nawiązywał bezpośrednio do pruskiego Krzyża Żelaznego, ale wykonany był z brązu, a na awersie umieszczono napis „FÜR AUSZEICHNUNG IM KRIEGE” (za odznaczenie się podczas wojny).
Podobne funkcją, podziałem i wstążkami odznaczenie Krzyż Zasługi za Odznaczenie się Podczas Wojny nadawało bratnie Wielkie Księstwo Meklemburgii-Strelitz.

## Odznaczeni

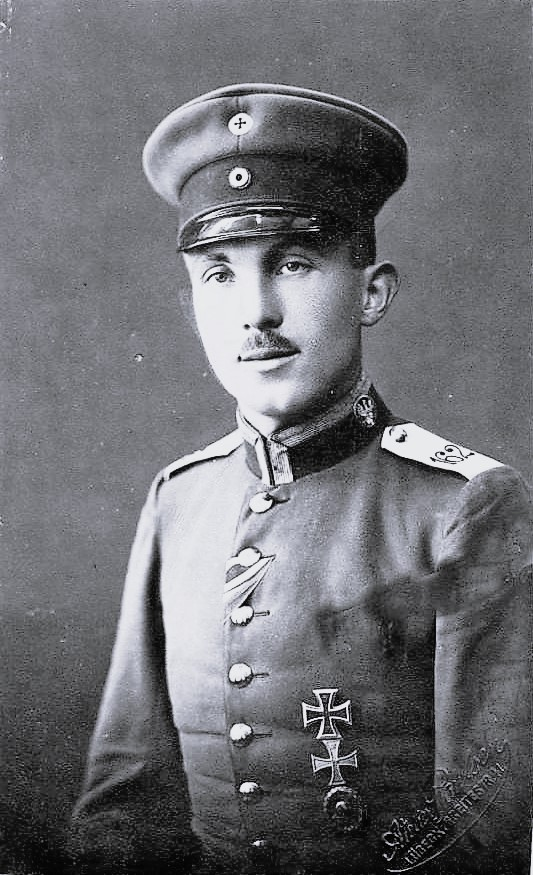
Pruski podoficer odznaczony I klasami pruskiego Krzyża Żelaznego i meklemburskiego Krzyża Zasługi Wojskowej

Wśród odznaczonych byli m.in.:
- Fryderyk Habsburg
- Karol Olbracht Habsburg
- Aleksander I Battenberg
- Aleksander Hessen-Darmstadt
- Ludwik IV Hessen-Darmstadt
- Wilhelm Hessen-Darmstadt
- Albrecht Hohenzollern
- Fryderyk III Hohenzollern
- Karol Hohenzollern
- Wilhelm Hohenzollern
- Helmut Karl Bernhard von Moltke